# Copa del Mediterráneo 1994
La Copa del Mediterráneo 1994 fue la tercera y última edición de la Copa del Mediterráneo disputada en el estadio Luigi Ferraris, en Génova, Italia. En esta edición participaron tres clubes de fútbol: Genoa CFC como anfitrión y AC Milán y Panathinaikos FC como invitados. Así como en la edición pasada, cada partido duró 45 minutos con tanda de penaltis en caso de empate. El ganador de aquella edición fue AC Milán, consagrándose como bicampeón del torneo.

## Organización

### Formato de competición
Los tres clubes participantes juegan en un triangular por el sistema de todos contra todos. De esta forma, cada equipo disputa dos partidos, dando un total de 6. Cada partido dura un tiempo de 45 minutos. Dependiendo del resultado del partido, el ganador recibe 2 puntos y el perdedor no recibe ningún punto. En caso de empate, el vencedor se determina por medio de la tanda de penaltis. Gana el club que se ubique en el primer lugar del triangular.

### Sede
| Ciudad | Estadio                | Capacidad |
| ------ | ---------------------- | --------- |
| Génova | Estadio Luigi Ferraris | 36.599    |

## Equipos participantes
En cursiva los equipos debutantes.
| Equipos participantes | Equipos participantes | Equipos participantes |
| --------------------- | --------------------- | --------------------- |
| AC Milán              | Genoa CFC             | Panathinaikos FC      |

## Resultados
| Equipo           | Pts | PJ | PG | PE | PP | GF | GC | Dif |
| ---------------- | --- | -- | -- | -- | -- | -- | -- | --- |
| AC Milán         | 4   | 2  | 1  | 1  | 1  | 2  | 0  | +2  |
| Panathinaikos FC | 3   | 2  | 0  | 2  | 0  | 1  | 1  | 0   |
| Genoa CFC        | 1   | 2  | 0  | 1  | 1  | 1  | 3  | -2  |

| 23 de agosto de 1994 | Genoa CFC                                                                                | 1:1 (3:4 p.)               | Panathinaikos FC                                                                           | Estadio Luigi Ferraris, Génova |  |
|                      | Ruotolo 13'                                                                              | Reporte                    | Markos 26'                                                                                 |                                |  |
|                      |                                                                                          | Tiros desde el punto penal |                                                                                            |                                |  |
|                      | Acierto de penal · Acierto de penal · Acierto de penal · Fallo de penal · Fallo de penal |                            | Acierto de penal · Acierto de penal · Acierto de penal · Acierto de penal · Fallo de penal |                                |  |

| 23 de agosto de 1994 | AC Milán               | 2:0     | Genoa CFC | Estadio Luigi Ferraris, Génova |  |
|                      | Simone 31' (pen.), 35' | Reporte |           |                                |  |

| 23 de agosto de 1994 | AC Milán | 0:0     | Panathinaikos FC | Estadio Luigi Ferraris, Génova |  |
| |          | Reporte |                  |                                |  |
| No se disputó la tanda de penaltis ya que, aunque Panathinaikos FC hubiese ganado, de todos modos AC Milán los superaba por diferencia de goles. |          |         |                  |                                |  |

|                              |
|                              |
| Campeón AC Milán 1.er título |

## Estadísticas

### Goleadores
| Jugador         | Club             | Goles |
| --------------- | ---------------- | ----- |
| Marco Simone    | AC Milán         | 2     |
| Gennaro Ruotolo | Genoa CFC        | 1     |
| Markos          | Panathinaikos FC | 1     |